# Cynanchum grisebachii
Cynanchum grisebachii är en oleanderväxtart som först beskrevs av Gomez de la Maza, och fick sitt nu gällande namn av R. E.Woodson. Cynanchum grisebachii ingår i släktet Cynanchum och familjen oleanderväxter. Inga underarter finns listade i Catalogue of Life.